# Geschroefde munt

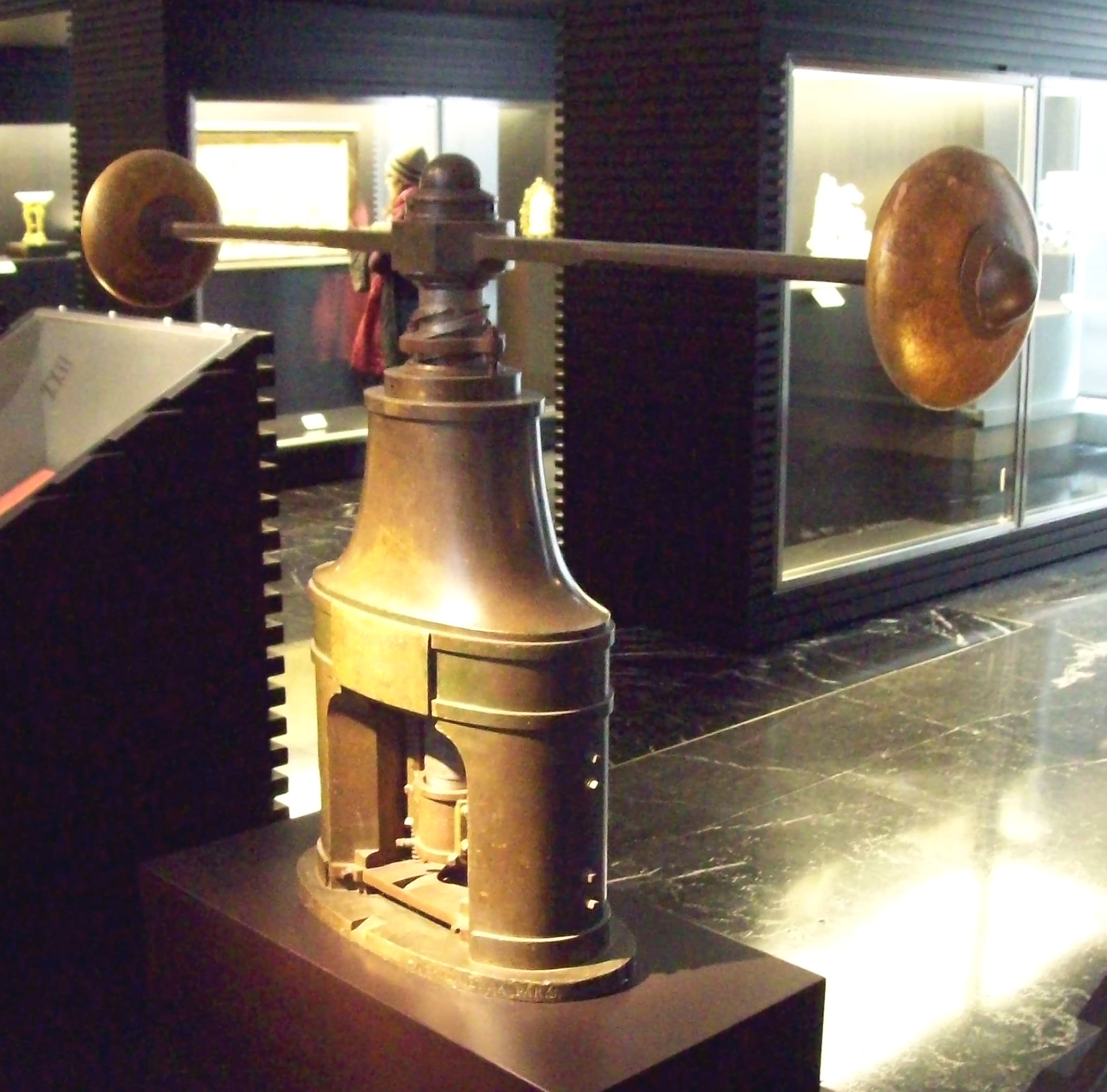
Schroefpers (1831)

Een geschroefde munt is een munt die is geslagen met een schroefpers. Deze machine werd in de zestiende eeuw ontwikkeld en gebruikte een schroefbeweging en gewichten om de stempels met veel meer kracht op de rondel te drijven dan met een hamer mogelijk is.